# 502-й парашутно-десантний полк (США)

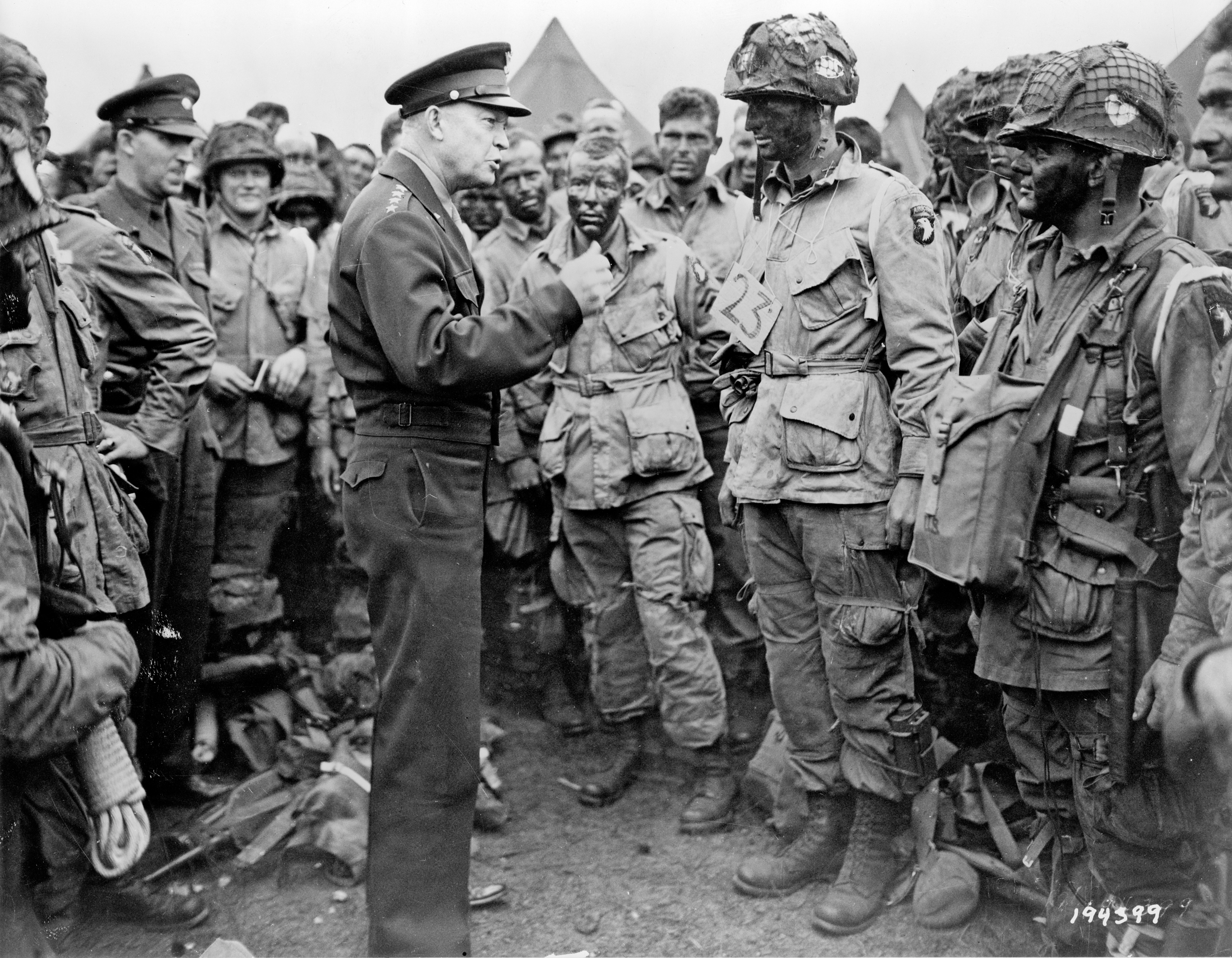
Верховний Головнокомандувач союзними військами в Європі генерал Ейзенхауер веде бесіду з десантниками роти «Е» 502-го парашутно-десантного полку перед початком операції у Нормандії. 20:30 5 червня 1944

502-й парашу́тно-деса́нтний полк армії США (англ. 502nd Parachute Infantry Regiment (PIR) — військова частина повітряно-десантних військ США. Один з найславетніших полків, удостоєний багатьох нагород часів Другої світової війни та війни у В’єтнамі.